# Заразата
„Заразата“ (на английски: The Strain) е американски сериал, стартирал на 11 юли 2014 г.
Сериалът е подновен за втори сезон от 13 епизода, чиято премиера е на 12 юли 2015 г. На 7 август 2015 г. е подновен за трети сезон от 10 епизода, чиято премиера е през 2016 година. На 16 юли 2017 година е премиерата на първия епизод от последния, четвърти сезон, чийто последен епизод е излъчен на 17 септември 2017 г.

## „Заразата“ в България
Премиерата на сезон първи в България започва на 28 април 2015 г., всеки вторник от 22 часа по Fox с повторение в събота от 23 часа. На 25 януари 2016 г. премиерно започва втори сезон, всеки понеделник от 22 часа. От 10 октомври 2016 г. започва премиерно сезон трети. На 11 септември 2017 г. започва последният, четвърти сезон. Дублажът е на Андарта Студио. Ролите се озвучават от артистите Ева Демирева, Мина Костова, Николай Пърлев, Мартин Герасков и Петър Върбанов.